# ベルリンのモダニズム集合住宅群
「ベルリンのモダニズム集合住宅群」（ベルリンのモダニズムしゅうごうじゅうたくぐん）は、ユネスコの世界遺産リスト登録物件の一つで、ドイツの世界遺産としては、「ヴァイマルとデッサウのバウハウスとその関連遺産群」や「ツォルフェアアイン炭鉱業遺産群」の第12採掘坑などに続く、モダニズム建築の世界遺産である。
世界遺産登録の対象になっているのは、ベルリンにある6つの集合住宅（ジードルング）である。ガルテンシュタット・ファルケンベルクを除けば、それらの建築は1920年代後半から1930年代初頭、つまりヴァイマル共和国期のことである。集合住宅は公的な要請に基づいて建てられたものであり、社会権を世界で初めて制定したヴァイマル憲法に見られるような、当時の低所得者層に関する生活環境改善が背景にあった。
実際の設計や建築に当たったのは、バウハウスの初代校長ヴァルター・グロピウスのほか、 ブルーノ・タウト、マルティン・ヴァグナー、ハンス・シャロウンといった当時の代表的な建築家たちであり、新しい建材やデザインによって衛生的で快適な住宅作りが進められた。
世界遺産登録に当たっては、ジードルングそれ自体の建築物としての評価はもとより、後に世界の集合住宅の様式にも影響を及ぼした点なども評価された。

## 登録基準
この世界遺産は世界遺産登録基準のうち、以下の条件を満たし、登録された（以下の基準は世界遺産センター公表の登録基準からの翻訳、引用である）。
- (2) ある期間を通じてまたはある文化圏において、建築、技術、記念碑的芸術、都市計画、景観デザインの発展に関し、人類の価値の重要な交流を示すもの。
- (4) 人類の歴史上重要な時代を例証する建築様式、建築物群、技術の集積または景観の優れた例。

## 登録対象の一覧
| 住宅地名                                   | 所在地                                                           | 建設年代        | 設計者                                                                | 建築家 | 画像 |
| ------------------------------------------ | ---------------------------------------------------------------- | --------------- | --------------------------------------------------------------------- | --- | ---- |
| ガルテンシュタット・ファルケンベルク       | トレプトウ＝ケーペニック区ボーンスドルフ                         | 1913年- 1916年  | ブルーノ・タウト                                                      | ブルーノ・タウト ハインリヒ・テッセノウ                                                                                                 |      |
| ジードルング・シラーパルク                 | ミッテ区ヴェディング                                             | 1924年 - 1930年 | ブルーノ・タウト                                                      | ブルーノ・タウト マックス・タウト（再建） ハンス・ホフマン（増築）                                                                      |      |
| グロースジードルング・ブリッツ             | ノイケルン区ブリッツ                                             | 1925年-1930年   | ブルーノ・タウト                                                      | ブルーノ・タウト マルティン・ヴァグナー                                                                                                 |      |
| ヴォーンシュタット・カール・レギーン       | パンコウ区プレンツラウアー・ベルク                               | 1928年-1930年   | ブルーノ・タウト                                                      | ブルーノ・タウト フランツ・ヒリンガー                                                                                                   |      |
| ヴァイセ・シュタット                       | ライニッケンドルフ区 ライニッケンドルフ                          | 1929年-1931年   | オットー・ルドルフ・サルフィスベルク マルティン・ヴァグナー（総指揮） | オットー・ルドルフ・サルフィスベルク ブルーノ・アーレンツ ヴィルヘルム・ビューニング                                                    |      |
| グロースジードルング・ジーメンスシュタット | シャルロッテンブルク＝ヴィルマースドルフ区北シャルロッテンブルク | 1929年-1934年   | ハンス・シャロウン マルティン・ヴァグナー（総指揮）                   | ハンス・シャロウン ヴァルター・グロピウス オットー・バルトニング フレッド・フォルバート フーゴー・ヘーリング パウル・ルドルフ・ヘニング |      |